# Храповицкая, Галина Николаевна
Гали́на Никола́евна Храпови́цкая (4 июля 1930, Москва — 21 января 2021, Москва) — советский и российский литературовед-скандинавист, специалист по истории и теории драмы, автор учебников и практикумов по истории зарубежной литературы XIX века. Доктор филологических наук (1979), профессор.

## Биография
Родилась 4 июля 1930 года в семье Николая Алексеевича Храповицкого, расстрелянного 9 декабря 1937 года на Бутовском полигоне.
В 1954 году окончила историко-филологический факультет Московского государственного педагогического института имени В. И. Ленина.
В 1954—1961 годах работала в средней школе. 
Училась в аспирантуре на кафедре зарубежной литературы МГПИ (научный руководитель М. Е. Елизарова), с 1964 года преподавала там же, пройдя путь до профессора кафедры всемирной литературы МПГУ.
В 1965 году защитила диссертацию на соискание учёной степени кандидата филологических наук «Драматургия Г. Ибсена 80-х — 90-х годов». 
В докторской диссертации «Основные пути развития норвежской драмы второй половины XIX — начала XX веков (Ибсен, Бьёрнсон, Гамсун, Хейберг)» (специальность 10.01.05 — Литература стран Западной Европы, Америки и Австралии) сочетались традиционный историко-эволюционный и новаторский для того времени теоретико-типологический методологические подходы к исследованию драматургии. Впервые в советском литературоведении был определён и тщательно проанализирован тип драмы, созданный Г. Ибсеном в конце 1870-х годов: реалистическая социально-психологическая драма о современности.
Будучи профессором кафедры всемирной литературы МПГУ, Г. Н. Храповицкая сделала кафедру одним из наиболее авторитетных центров российской скандинавистики, где велась активная работа по изучению литературы и культуры Дании, Норвегии, Швеции и Исландии, были разработаны специальные лекционные курсы по истории литератур Скандинавских стран. Состояла в Международной ассоциации преподавателей скандинавской литературы (International Association for Scandinavian Studies).

## Научные труды

### Монографии
- Ибсен и западноевропейская драма его времени. М., 1979.
- Бьёрнстьерне Бьёрнсон. Творчество и жизнь. Орск, 2008.

### Учебные пособия
- Романтизм в зарубежной литературе (Германия, Англия, Франция, США). Практикум. М., 2003.
- История зарубежной литературы. Западноевропейский и американский реализм (1830-1860-гг.) М., 2005 (в соавторстве с Ю. П. Солодубом)
- Реализм в зарубежной литературе (Франция, Англия, Германия, Норвегия, США). Практикум. М., 2006.
- История зарубежной литературы. Западноевропейский и американский романтизм. М., 2007 (в соавторстве с А. В. Коровиным)